# デンマーク関係記事の一覧
デンマーク関係記事の一覧（デンマークかんけいきじのいちらん）は、デンマークに関する記事を一覧としてまとめたものである。

## あ行
- 安城市 - 日本のデンマーク
- アフター・ウェディング - 映画
- アマリエンボー宮殿
- ある愛の風景 - 映画
- アルナマグネアン写本
- アンホルト島
- イーエスコウ城
- イェリング - 村
- イェリング墳墓群
- ウイスキー戦争
- 内村鑑三 - 『デンマルク国のはなし』
- 麗しき国 - 国歌
- エクトヴィズガール - 古代の遺体
- エーレスンド橋
- 黄金の角
- 王立グリーンランド貿易会社
- オーディン (装甲艦) - デンマーク海軍
- オーデンセ - 都市
- オーフス - 都市
- オーフス条約
- オペラハウス (コペンハーゲン)
- オールボー - 都市

## か行
- カルマル同盟
- 奇跡の海 (1996年の映画)
- 北ユラン地域
- キール条約
- 倉敷チボリ公園
- クヌーズ2世 - カヌート大王
- ヨハネス・クヌッセン
  - 北海帝国
- クリスチャン王は高き帆柱の傍に立ちて - 王室歌
- クリスチャンスボー城
- グリーンランド
- クロンボー城
- 子供たちの城 - 映画
- コペンハーゲン - デンマーク首都
- コペンハーゲン学派
  - コペンハーゲン学派 (安全保障研究)
  - コペンハーゲン学派 (言語学)
  - コペンハーゲン解釈 - 量子力学
- コペンハーゲン基準
- コペンハーゲン国際空港
- コペンハーゲン国立美術館
- コペンハーゲン大学
- コペンハーゲン中央駅
- コペンハーゲンの海戦

## さ行
- サムセー島
- 三十年戦争
- しあわせな孤独 - 映画
- シェラン地域
- シェラン島
- シュレースヴィヒ＝ホルシュタイン州
- ジャンテ・ロウ
- 聖ルチア祭
- セレブレーション (映画)

## た行
- 大北方戦争
- ダンサー・イン・ザ・ダーク - 映画
- 中央ユラン地域
- ツイスト&シャウト - 映画
- デンマーク
- デンマーク王国
- デンマーク王立管弦楽団
- デンマーク音楽アカデミー
- デンマーク海峡
- デンマーク海峡海戦
- デンマーク海軍
- デンマーク海軍艦艇一覧
- デンマーク郷土防衛隊
- デンマーク空軍
- デンマーク・クローネ
- デンマーク君主一覧
- デンマーク系アメリカ人
- デンマーク語
- デンマーク国鉄
- デンマーク国鉄IC3型気動車
- デンマーク国鉄IC4型気動車
- デンマーク国民党
- デンマーク国立銀行
- デンマーク国立博物館
- デンマーク国歌による祝典序曲
- デンマーク社会民主党
- デンマーク首都地域
- デンマーク人の一覧
- デンマーク人の事績 - 歴史書
- デンマーク人名事典
- デンマーク・スーペルリーガ
- デンマーク大使館爆発事件 ⇒ 2008年デンマーク大使館爆発事件 (パキスタン)
- デンマーク大百科事典
- デンマーク鉄道博物館
- デンマークの映画
- デンマークの軍事
- デンマークの県
- デンマークの国章
- デンマークの国旗
- デンマークの地方行政区画
- デンマークのユーロビジョン・ソング・コンテスト
- デンマークの歴史
- デンマーク＝ノルウェー
- デンマーク・ノルウェー連合王国
- デンマーク放送協会
- デンマークボビンレース
- デンマーク陸軍
- デンマーク・ワッデン海諸島
- デン・ロード・レーブ（英語版） - かつて存在した軍船
- 東海大学付属デンマーク校中学部・高等部 - 閉校
- トーヴァルセン美術館
- ドグマ95
  - ビレ・アウグスト
  - ラース・フォン・トリアー
- ドッグヴィル - 映画
- とび★うおーず - 映画

## な行
- ナポレオン戦争
- ニイ・カールスベルグ・グリプトテク美術館
- 人魚姫の像
- ノルディックバランス
- ノルマン人

## は行
- ヴァイキング
- バベットの晩餐会 - 映画
- バルト海
- ヒーダボー - レース (手芸)
- ヴィッセンビャウ - 地区
- ファルスター島
- フェノスカンジア
- フェロー諸島
  - フェロー語
  - フェロー諸島占領 - 第二次世界大戦中のイギリスによる占領
  - フェロー諸島のバラッド - 古謡（クヴェアイ）
  - フェロー人
- フュン島
- ペレ (映画)
- ヴェンスタ
- 北欧諸国
  - 北欧理事会
- 北欧の政治
- 北海
- ヴォルム写本

## ま行
- マンダレイ - 映画
- 南デンマーク地域
- ミュー (バンド)
- ムハンマド風刺漫画掲載問題
- モルグ/屍体消失 - 映画

## や行
- ユトランド半島
- ユランズ・ポステン
- ヨーロッパ (映画)

## ら行
- ルイジアナ近代美術館
- 冷凍凶獣の惨殺 - 映画
- レス島
- レゴ
- ロスキレ - ロスキレ県県都
- ロスキレ空港
- ロスキレ大聖堂
- ローゼンダール
- ローゼンボー城
- ロラン島

## 記号・英数字
記号
- .dk - デンマークの国別コードトップレベルドメイン

数字
- 2008年デンマーク大使館爆発事件 (パキスタン)

A-Z
- A.P. モラー・マースク
- DASK - コンピュータ
- ISO 3166-2:DK - 行政区分コード
- Michael Learns to Rock - ロックバンド
- NKS 1867 4to - 写本